# Henri Conchy
Pour les articles homonymes, voir Conchy.
Henri Conchy, né le 3 juillet 1908 à Sisteron (Basses-Alpes) et mort le 6 mai 1993 à Marseille (Bouches-du-Rhône), est un footballeur français évoluant au poste de défenseur. 
Son frère Max Conchy a également fait une carrière de footballeur.

## Palmarès
- Vainqueur de la Coupe de France en 1935 et 1938 et avec l'Olympique de Marseille[2].
- Champion de France en 1937 avec l'Olympique de Marseille[2].